# Maciej Stolarczyk
Maciej Stolarczyk (Słupsk, 15 gennaio 1972) è un allenatore di calcio, dirigente sportivo ed ex calciatore polacco, di ruolo difensore.

## Statistiche

### Cronologia presenze e reti in nazionale
| Cronologia completa delle presenze e delle reti in nazionale ― Polonia | Cronologia completa delle presenze e delle reti in nazionale ― Polonia | Cronologia completa delle presenze e delle reti in nazionale ― Polonia | Cronologia completa delle presenze e delle reti in nazionale ― Polonia | Cronologia completa delle presenze e delle reti in nazionale ― Polonia | Cronologia completa delle presenze e delle reti in nazionale ― Polonia | Cronologia completa delle presenze e delle reti in nazionale ― Polonia | Cronologia completa delle presenze e delle reti in nazionale ― Polonia |
| Data                                                                   | Città                                                                  | In casa                                                                | Risultato                                                              | Ospiti                                                                 | Competizione                                                           | Reti                                                                   | Note                                                                   |
| ---------------------------------------------------------------------- | ---------------------------------------------------------------------- | ---------------------------------------------------------------------- | ---------------------------------------------------------------------- | ---------------------------------------------------------------------- | ---------------------------------------------------------------------- | ---------------------------------------------------------------------- | ---------------------------------------------------------------------- |
| 10/12/1994                                                             | Gedda                                                                  | Arabia Saudita                                                         | 1 – 2                                                                  | Polonia                                                                | Amichevole                                                             | -                                                                      |                                                                        |
| 19/06/1999                                                             | Bangkok                                                                | Nuova Zelanda                                                          | 0 – 0                                                                  | Polonia                                                                | Thailand Four-Nations Cup                                              | -                                                                      |                                                                        |
| 10/02/2002                                                             | Limassol                                                               | Polonia                                                                | 3 – 1                                                                  | Fær Øer                                                                | Amichevole                                                             | -                                                                      |                                                                        |
| 12/02/2003                                                             | Spalato                                                                | Croazia                                                                | 0 – 0                                                                  | Polonia                                                                | Trofej Marjana Tournament 2003                                         | -                                                                      |                                                                        |
| 29/03/2003                                                             | Chorzów                                                                | Polonia                                                                | 0 – 0                                                                  | Ungheria                                                               | Qual. Euro 2004                                                        | -                                                                      |                                                                        |
| 06/06/2003                                                             | Poznań                                                                 | Polonia                                                                | 3 – 0                                                                  | Kazakistan                                                             | Amichevole                                                             | -                                                                      |                                                                        |
| 11/06/2003                                                             | Solna                                                                  | Svezia                                                                 | 3 – 0                                                                  | Polonia                                                                | Qual. Euro 2004                                                        | -                                                                      |                                                                        |
| 29/05/2005                                                             | Stettino                                                               | Polonia                                                                | 1 – 0                                                                  | Albania                                                                | Amichevole                                                             | -                                                                      |                                                                        |
| Totale                                                                 |                                                                        | Presenze                                                               | 8                                                                      |                                                                        | Reti                                                                   | 0                                                                      |                                                                        |

## Palmarès

### Giocatore

#### Competizioni nazionali
- Campionato polacco: 3

Wisla Cracovia: 2002-2003, 2003-2004, 2004-2005
- Coppa di Polonia: 1

Wisla Cracovia: 2002-2003
- Campionato polacco di seconda divisione: 1

Pogon Stettino: 1991-1992